# سيرجي ريبروف
سيرجي ريبروف (بالأوكرانية: Ребров Сергій Станіславович)، من مواليد 3 يونيو 1974 في هورليفكا في أوكرانيا، لاعب كرة قدم أوكراني.
بدأ مسيرته الكروية مع نادي شاختار دونتسك في موسم 1991/1992، وشارك معهم في 26 مباراة وسجل 12 هدف، وفي عام 1992 انتقل إلى نادي دينامو كييف، ولعب معهم حتى عام 2000، وشارك معهم في 189 مباراة وسجل 93 هدف، وفي عام 2000 انتقل إلى نادي توتنهام هوتسبير الإنجليزي، ولعب معهم حتى عام 2004، وشارك معهم في 59 مباراة وسجل 10 أهداف، وفي عام 2003 أعير إلى نادي فنربغشة التركي، ولعب معهم 13 مباراة وسجل هدفين، وفي موسم 2003/2004 أعير إلى نادي فنربغشة التركي، ولعب معهم 25 مباراة وسجل هدفين، وفي موسم 2004/2005 انتقل إلى نادي وست هام يونايتد الإنجليزي، ولعب معهم 26 مباراة وسجل هدف واحد، ومنذ عام 2005 وهو يلعب مع نادي دينامو كييف.
و قد بدأ باللعب مع منتخب أوكرانيا لكرة القدم في عام 1992.
أصبح مدربا لنادي العين الإماراتي في يونيو 2021.

## روابط خارجية
- سيرجي ريبروف على موقع الاتحاد الدولي (مؤرشف)  (الإنجليزية)
- سيرجي ريبروف على موقع الاتحاد الأوربي (الإنجليزية)
- سيرجي ريبروف على موقع اتحاد تركيا (لاعب) (الإنجليزية)
- سيرجي ريبروف على موقع اتحاد أوكرانيا (الإنجليزية)
- سيرجي ريبروف على موقع قاعدة بيانات كرة القدم.إي يو (الإنجليزية)
- سيرجي ريبروف على موقع ناشيونال فوتبول تيمز (الإنجليزية)
- سيرجي ريبروف على موقع Soccerbase.com (لاعب) (الإنجليزية)
- سيرجي ريبروف على موقع Soccerway.com (الإنجليزية)
- سيرجي ريبروف على موقع عالم كرة القدم.نت (الإنجليزية)
- سيرجي ريبروف على موقع كووورة